# チャンス! (テレビドラマ)
『チャンス!』は、1993年4月14日から6月30日まで毎週水曜日21:00 - 21:54に、フジテレビ系「水曜劇場」枠で放送された日本のテレビドラマ。主演は三上博史。
三上博史が役名の本城裕二名義で、劇中歌である「HANG OUT!」と「夢 with You」を実際にCDリリースした。

## キャスト

### 主要人物
本城裕二
演 - 三上博史
歌手。人気絶頂の折、ライブ中に突然渡米と充電を表明し、2年後に帰ってきたら忘れ去られていた。葵のマネジメントの下に再起をかけて売り出すが、プライドが高いためトラブルを起こしてしまう。1962年7月23日生まれ。O型。横浜出身。「小さくまとまるなよ」が口癖であり、モットーともなっている。
白金葵（ポンタ）
演 - 西田ひかる
本城の新任マネージャー。担当していたアイドル歌手に進言をした事で逆恨みされ、レコード会社をクビになり、転職してきた業界3年目のマネージャー。本城に名前ではなく「ポンタ」と呼ばれている。「夢を売る仕事をしたい」と決め、どんなことにもまっすぐに体当たりしていく（しかし取ってくる仕事は小さいものばかり）。いつも一生懸命のため、まわりの評判も良い。性格の正反対な本城にいつも振り回されるが、彼の音楽に対する真摯な姿勢に心を打たれ、成功させたいと奔走する。ポンタとは本城が昔飼っていた犬の名前である。金沢出身。
日向麗太
演 - 東幹久
本城のバックバンドを務めていたが、現在では売れっ子歌手でワンダーミュージックの稼ぎ頭。生真面目で礼儀正しく、業界受けもいい。しかし時代の盛り上がりと反比例し、自分に自信が持てず常に悩んでいる。自分の心のままに生きる本城にジレンマを感じ内心反発心を抱いているが、曲作りのセンスは高く認めている。本城に憧れてこの世界に入った。第10話終盤で、ワンダーミュージックを退社し、独立するも、最終回では充電として休業を表明。
松田伝次郎
演 - 武田真治
本城の元マネージャーで、現在は日向のマネージャー。おかっぱ頭と大きな眼鏡が特徴。マネージャー時代に苦労させられたことや本人から（担当を）クビと言われた経緯から、本城のことを目の敵にしている。その本城からは嫌われている。日向や本城のことを「先生」と呼ぶ。本城のマネージャーになった葵のことを見下している節があるが、自らの舌禍により、葵に殴られることもしばしば(殴ろうとした葵を洋子が止めたこともある。)。前出のとおり、本城を嫌っているが、本城の曲「夢 with you」の曲は認めている。
武藤慎一
演 - 鶴見辰吾
本城の大学時代の同級生。レコード会社の課長で、プロデューサー。葵に協力的に接する。
植原正
演 - 森本レオ
本城とゼロから立ち上げた芸能事務所「ワンダーミュージック」の社長。いつもは飄々として穏やかな人だが、業界にはその人柄で顔が利く。何かとトラブルを起こす本城を陰ながら温かく見守り支援している。第11話で過労により、入院し、不在の期間、会社の定款により、一時本城が正の代理を務めることになる。後に、『じゃじゃ馬ならし』の第11話にも登場する。
平栗洋子
演 - 相田翔子
「ワンダーミュージック」の社長秘書。社長の植原に気がある。いつもは冷静でいるが、社長のこととなると時にかなり積極的になりまわりが見えなくなる。最終回ではキャバ嬢のアルバイトをしている。
斎藤弘
演 - 渡辺航
ワンダーミュージックの社員。
結城真理
演 - 手塚理美
売れっ子雑誌記者。本城の学生時代からの友人であり元彼女。一緒にバンドを組んでいたこともあった。音楽に関する知識や見識はプロであり、辛口である。自分の好きなように生きている本城とは馬が合い、よく飲みに行ったり家に泊まりにも行っている。白金とは対照的な「大人の女性」。第10話の終盤で独立した日向のマネージャーを引き受ける。
その他の人物
演 - 白鳥由夏、池田裕成、椎名美里

### ゲスト
第1話 「忘れられたスター」
- 鷺沢萌子（葵が以前マネージャーをしていたアイドル） - 細川ふみえ

人気絶頂だが高慢で遊び好き。葵のアドバイスに激怒して辞めさせてしまう。
- 同級生 - 三井ゆり
- 時のアイドル - 小泉今日子（特別出演）

本城を見て「誰？あのダサい人」とつぶやいた（『あなただけ見えない』へのオマージュ）
第2話 「幻のコンサート」
- 中村江里子
- 林家ペー
- 佐竹真一 - 中野英雄

第3話 「スキャンダルな奴」
- 吉永美奈子（本城の古い友人・本城宅に息子の裕一を置いて姿を消す） - 芳本美代子
- 婦人警官（本城の元彼女のうちの一人） - 篠原涼子
- 電波子（素人のど自慢大会の審査員の一人） - 電波子

第4話 「キスして何が悪い」
- 白鳥百合子 - 今村恵子

ドラマの撮影で無理矢理本城にキスをされ、一方的に恋に落ちるアイドル。勝手に結婚引退宣言までした。

第5話 「スター誕生」
- 山崎洋二（本城が発掘した新人アーティスト・日向の大ファン） - 浅野忠信

第6話 「突然人気者になる」
- 浅野和之
- 山崎大輔
- 斉木しげる

第7話 「ヌード」
- 吉野矢太郎 - 西村雅彦

手がけたアーティストを必ず売れっ子にすると言われる業界の敏腕マネージャー。常にパソコン（ダイアンと命名している）を携帯し、今を冷静に合理的に分析し、確実に売れる方向へ導いていく。その手腕は本城からも本物だと言わしめる。本城の新曲のアレンジをめぐって、葵と対立する。
- 中山プロデューサー - 鈴木ヒロミツ
- 神田瀧夢

第8話 「夢は必ず実現する」
- 波沢恭平 - 梨本謙次郎
- 沼田爆
- あご勇
- 山崎一
- 木内美穂
- 三井ゆり

第9話　「選ばれた男」

　　・ フランク・オコーナー
　　・ エドワード・サーディ
　　・ リサ・ハート

第10話 「その曲は売れない」
- 白石礼子 - ジュディ・オング（特別出演）

業界に大きな影響力を持つ芸能事務所社長。通称「ホワイトストーン」。目をつけられたら生きてはいけないと恐れられている業界の女帝。過去に本城に逃げられて大変な損失を出している。

第11話 「チャンス」
- 斉藤暁
- 長瀬浩二 - 長谷川初範

マックスプロの社長。強大な権力を持っており、正が入院の間、ワンダーミュージックに繰り返し足を運ぶ。その目的は、ワンダーミュージックの株を買い占め、乗っ取りを画策していることが洋子の調査で明らかとなる。

最終話 「ハッピーエンド」
- 月島カンナ（クレジットには役名記載なし） - 中森明菜

テレビ局で日向と遭遇し、過去の共演者と間違える。元ネタは『素顔のままで』での東幹久が演じた役の村上一也に由来する。
- ストリートミュージシャン（役名なし） - 久保田利伸

本城がストリートミュージシャンとしている場所で演奏をしている。本城がエールを送る。

## スタッフ
- 脚本 - 北川悦吏子、沢村一幸、岡田惠和、田辺満
- 演出 - 小椋久雄、鈴木雅之、木下高男
- 音楽 - 久保田利伸、奥慶一（サウンドトラック：Sony Records）
- 主題歌 - 久保田利伸「夢 with You」（Sony Records）
- 企画 - 清水賢治、石原隆
- 編集 - 田口拓也
- ライン編集 - 清水正彦
- VTR - 林紀行
- 技術プロデュース - 石井勝浩
- 美術プロデューサー - 上村正三
- デザイン - 柳川和央
- 美術進行 - 橋本昌和
- 大道具 - 松尾淳
- 装飾 - 川合富士雄
- 持道具 - 武藤浩一
- 衣装 - 沖田正次
- 視覚効果 - 柳舘彰一
- CG - 岩下みどり
- TD - 礒崎守隆
- 撮影 - 浅野仙夫
- 映像 - 青田保夫
- 照明 - 竹内留吉
- 音声 - 榎本伸二
- 音響効果 - 小西善行
- 演出補 - 二宮浩行
- 助監督 - 徳市敏之、平野眞
- 制作主任 - 中山裕隆、西島豊
- プロデュース補 - 竹谷和樹
- プロデュース - 塩沢浩二、小椋久雄
- 制作 - フジテレビ、共同テレビ

## 放送日程
| 話数                                             | 放送日        | サブタイトル     | 脚本              | 演出     | 視聴率 |
| ------------------------------------------------ | ------------- | ---------------- | ----------------- | -------- | ------ |
| 第1話                                            | 1993年4月14日 | 忘れられたスター | 北川悦吏子        | 小椋久雄 | 16.0%  |
| 第2話                                            | 1993年4月21日 | 幻のコンサート   | 沢村一幸          | 小椋久雄 | 15.8%  |
| 第3話                                            | 1993年4月28日 | スキャンダルな奴 | 岡田惠和          | 鈴木雅之 | 10.6%  |
| 第4話                                            | 1993年5月05日 | キスして何が悪い | 北川悦吏子        | 木下高男 | 12.8%  |
| 第5話                                            | 1993年5月12日 | スター誕生       | 沢村一幸          | 小椋久雄 | 14.9%  |
| 第6話                                            | 1993年5月19日 | 突然人気者になる | 岡田惠和          | 鈴木雅之 | 15.8%  |
| 第7話                                            | 1993年5月26日 | ヌード           | 北川悦吏子        | 木下高男 | 12.5%  |
| 第8話                                            | 1993年6月02日 | 夢は必ず実現する | 田辺満            | 鈴木雅之 | 14.9%  |
| 第9話                                            | 1993年6月09日 | 選ばれた男       | 岡田惠和          | 小椋久雄 | 15.0%  |
| 第10話                                           | 1993年6月16日 | その曲は売れない | 北川悦吏子        | 木下高男 | 13.7%  |
| 第11話                                           | 1993年6月23日 | チャンス         | 沢村一幸          | 鈴木雅之 | 15.6%  |
| 最終話                                           | 1993年6月30日 | ハッピーエンド   | 北川悦吏子 田辺満 | 小椋久雄 | 18.3%  |
| 平均視聴率 14.7%（ビデオリサーチ調べ・関東地区） |               |                  |                   |          |        |

## エピソード
- 最終話のラストに「To be continued Chance2」と表示されるが続編は作られていない。
- DVD化はされていない。2021年5月2日からtvkテレビで再放送された。
- 主演の三上博史は当ドラマ放映期間中に『笑っていいとも!』の「テレフォンショッキング」のゲストに呼ばれ、番宣を兼ねて本城裕二の恰好で出演した。タモリに髪型について振られた際、この長髪はヘアーエクステンションであることを明かした。
- 劇中歌である「HANG OUT!」・「夢 with You」が、実際に本城裕二名義でCDリリースされた（「夢 with You」はオリコンチャート最高位3位、ドラマ内チャートでは1位）。
- 日向麗太も劇中で「俺は叫んでる」という歌を歌っているが、実際にはこれは非売品で視聴者プレゼントとなった。
- 本城裕二宅の冷蔵庫にはハイネケンのビールしか入っていない。
- 主題歌を担当した久保田利伸が1993年のコンサートツアーの中で、本城裕二のセリフにちなんで「大きくまとまれよ」と言っていた。
- 同じフジ系ドラマ『恋ノチカラ』で、主人公が初めて手がけた仕事であるアイドルのライブチラシは「日向麗太」のライブのもの。
- テレビ朝日系列ドラマ『時効警察』の第5話の被害者であるロック歌手の名前が本郷高志。そのマネージャーを演じる役者が東幹久で、事務所の壁に「小さくまとまんなよ」と書かれていた。

## 関連商品
- サウンドトラック
  - CHANCE! ORIGINAL SOUNDTRACK（Sony Records、1993年6月21日発売）SRCL-2661
- ノベライズ本
  - チャンス!（ワニブックス、1993年6月発売） ISBN 4847011783

| フジテレビ 水曜劇場                          | フジテレビ 水曜劇場                 | フジテレビ 水曜劇場                 |
| 前番組                                       | 番組名                              | 次番組                              |
| -------------------------------------------- | ----------------------------------- | ----------------------------------- |
| 振り返れば奴がいる （1993.1.13 - 1993.3.24） | チャンス! （1993.4.14 - 1993.6.30） | 悪魔のKISS （1993.7.7 - 1993.9.22） |